# Championnats d'Europe de beach-volley 2022
Navigation
Vienne 2021 Vienne 2023
Les Championnats d'Europe de beach-volley 2022, trentième édition des Championnats d'Europe de beach-volley, ont lieu du 15 au 21 août 2022 à Munich, en Allemagne. Les épreuves se tiennent sur la Königsplatz.
La compétition fait partie des Championnats sportifs européens 2022.

## Médaillés
| Épreuve   | Or                                           | Argent                                  | Bronze                             |
| --------- | -------------------------------------------- | --------------------------------------- | ---------------------------------- |
| Messieurs | Suède David Åhman Jonatan Hellvig            | Tchéquie Ondřej Perušič David Schweiner | Norvège Anders Mol Christian Sørum |
| Dames     | Lettonie Tīna Graudiņa Anastasija Kravčenoka | Suisse Nina Brunner Tanja Hüberli       | Pays-Bas Raïsa Schoon Katja Stam   |